# 皆集萌え
皆集萌え（みつどもえ）は、会員登録制のソーシャル・ネットワーキング・サービスである。株式会社イー・ステーション、および株式会社ジェー・シー・スクエアが運営している。
萌えをテーマとしたコミュニティサイトであり、2006年6月ベータオープンした。
2007年3月9日、サービスを他企業へ売却検討中という旨が発表され、2007年3月30日15時にサービス提供を一旦停止した。再開日は未定。

## 沿革
- 2006年6月9日 - ベータオープン。
- 2007年3月30日 - サービス停止

## 名前の由来
サイト名の「皆集萌え」には、「萌え」に「皆が」「集う」という意味合いがある。

## 機能
無料の会員登録制で、正会員になるには携帯電話のメールアドレスが必要。ただし携帯を持っていない場合でも、「プチ会員」として登録できる。
会員登録の際に、自分のプロフィールを設定する必要がある。これには基本情報のほかに、自分の萌え属性を設定することができる。
その他、主なサービスについての説明は以下の通り。

### 通貨
コミュニティ内では「みもま」という通貨が使用される。「1みもま」は1円で、500円単位で電子マネー等から購入することができる。
みもまはアバターの購入等に必要である。

### C-HP
会員登録をすると、自分のホームページスペース (C-HP) が作成される。C-HPにはプロフィールやアバター等が表示され、ブログを書くこともできる。
C-HPにある「アルバム」を利用すると画像をアップロードでき、コメントを添えて紹介することができる。掲示板や足跡といったページもあり、訪問者と交流を深めることも可能。

### メディン
メディンとは、自分のパートナーキャラのことである。自分とは別にアバターを着せたり、プロフィールを設定したりなどといったことが出来る。
メディンはC-HPのトップ（メディン家（めでぃんち）と呼ばれる）に表示され、「おしゃべり機能」を追加したり、家の内装を変えたりすることができる。
またメディンのプロフィールは名前や年齢・趣味のほか、属性も自由に設定することができる。

### CLUB
コミュニティー

### 同人誌
未実装で、現在ユーザーから意見を募っている。

### オークション
未実装で、現在ユーザーから意見を募っている。

### SHOP
アバターアイテムや、C-HPの追加スキン・メディン家の内装アイテム等を販売している。購入にはサイト内通貨が必要だが、無料のアイテムもある。
アバターのカプセルトイやアバターをフォトとして残す機能など、未実装のコンテンツについて意見を募っている。